# Mia Todorović
Mia Todorović (ur. 22 czerwca 1990) – chorwacka siatkarka, gra jako libero. 
Obecnie występuje w drużynie ŽOK Rijeka.